# Victorio Lorente Sánchez
Victorio Lorente Sánchez (Guadalajara, 1933) es un escritor y sacerdote español.
Ha sido colaborador en medios de prensa y radio, y ha dedicado una especial atención a la publicación de libros y material de apoyo de la vida pastoral. Su obra Oraciones del cristiano ha editado más de 2.200.000 ejemplares en castellano, inglés, francés y catalán.
Su labor pastoral se ha desarrollado en Guadalajara en la parroquia de San Juan de Ávila y hasta 2018 en Gran Canaria (parroquias de Ingenio, al sureste de la Isla).

## Obras
- Oraciones del Cristiano, Susaeta ediciones, Madrid 1981, ISBN 978-84-30512-02-7
- Oraciones para gente joven, Madrid 1979, ISBN 978-84-305-1202-7
- El bautismo de nuestro hijo, Madrid 1995, ISBN 978-84-604-7497-5